# Anthony Rey
Anthony Rey (Lyon, 19 maart 1807 –  nabij Ceralvo, Mexico, 19 januari 1847) was een Franse jezuïtische geleerde en kapelaan in het Amerikaanse leger tijdens de Mexicaans-Amerikaanse Oorlog. Hij was de eerste omgekomen katholieke kapelaan in dienst van het Amerikaanse leger.

## Levensloop
Anthony Rey werd in Lyon in Frankrijk geboren. Hij studeerde aan het jezuïtisch college van Fribourg, ging op 12 november 1827 het noviciaat binnen, en gaf vervolgens les aan het college in Fribourg. In 1840 werd hij naar de Verenigde Staten gestuurd, waar hij aangesteld werd als professor in de filosofie aan het Georgetown College. In 1843 werd hij overgeplaatst naar de St. Joseph's Church in Philadelphia. Hij sprak vloeiend Frans en Duits, en maakte zich binnen drie maanden na aankomst in de Verenigde Staten de Engelse taal zodanig meester, dat hij preken in deze taal kon houden. In 1845 werd hij medewerker van de jezuïtische provincie van Maryland, pastoor van de Trinity Church in Georgetown, en vicepresident van het Georgetown College.
Hij werd aangesteld als kapelaan in het Amerikaanse leger in mei 1846. Hij gaf geestelijke verzorging aan de gewonden en stervenden tijdens de belegering van Monterrey. Hij bleef bij het leger in Monterrey nadat deze stad was ingenomen. Hier leerde hij zichzelf Spaans aan om voor de "rancheros" uit de omgeving te kunnen prediken. Hij sloeg het advies van Amerikaanse officieren om in de stad te blijven in de wind, en vertrok naar Matamoros, waar hij voor een congregatie van Amerikanen en Mexicanen nabij Ceralvo predikte. Er wordt verondersteld dat hij werd vermoord door een groep soldaten onder leiding van Antonio Canales Rosillo. Zijn met lansen doorboorde lichaam werd enige dagen later gevonden.